# Romanos Melodos

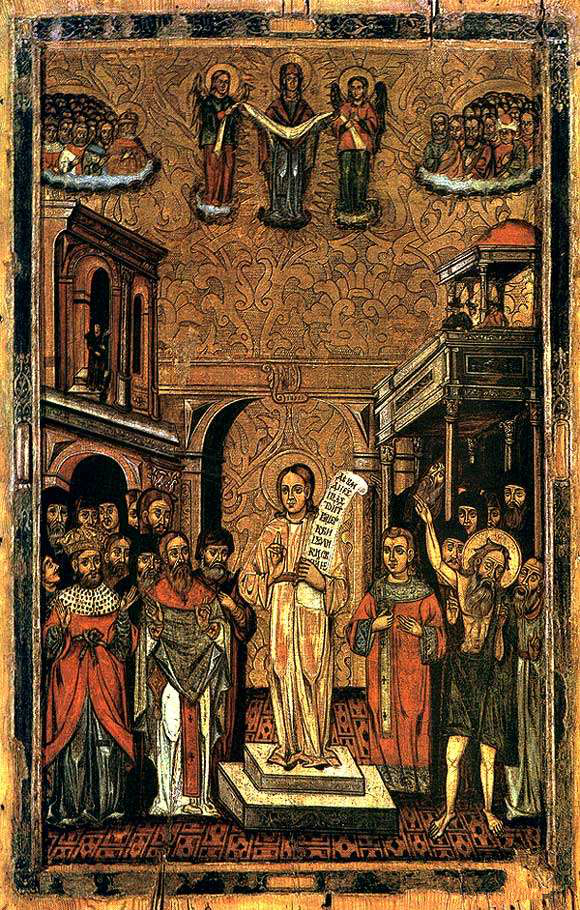
Belarussische Ikone (1649) mit Darstellung des Romanos Melodos

Romanos Melodos (altgriechisch Ῥωμανὸς [ὁ] Μελωδός, * um 485 in Emesa in Syrien; † nach 555, vor 562 in Konstantinopel) war ein oströmischer bzw. byzantinischer Hymnograph. Er gilt als der bedeutendste Dichter der byzantinischen Literatur. Der Beiname kommt von griechisch melodós „Sänger“; ein weiterer, seltener gebrauchter Beiname ist theorrhetor (von theós „Gott“ und rhétor „Redner“). In der orthodoxen Kirche wird Romanos als Heiliger verehrt (Festtag: 1. Oktober).

## Leben
Romanos wurde schon in seiner Jugend in Berytos zum Diakon geweiht. Er kam wahrscheinlich in der Zeit des Kaisers Anastasios I. (491–518) nach Konstantinopel, wo er sein weiteres Leben als Kleriker an der Marienkirche des Kyros (en tois Kyrou) verbrachte, wo er auch begraben wurde und wo noch heute seine Reliquien aufbewahrt werden. Zu seinen Auftraggebern zählte Kaiser Justinian I. (527–565).
Romanos und sein Werk wurden nach seinem Tod vergessen und erst in der Folgezeit wiederentdeckt und in ihrer literarischen und literaturgeschichtlichen Bedeutung gewürdigt. Das Wenige, was aus dem Menäon – dem orthodoxen liturgischen Monatsbuch – zum Monat Oktober über die Biographie des Romanos bekannt ist, hat Spätere zu legendärer Erweiterung angeregt, ohne zum konkreten Wissen über seine Persönlichkeit beizutragen.

## Werk
Unter Romanos’ Namen sind etwa neunzig Hymnen überliefert, von denen die Forschung heute etwa sechzig als echt anerkennt. Über ihre Entstehung im Einzelnen ist ebenso wenig bekannt wie über ihre genaue Datierung. Die Legende schreibt Romanos ein weitaus umfangreicheres Werk von tausend Hymnen zu. Unbeweisbar, aber nicht unmöglich ist seine Autorschaft an dem Hymnos Akathistos, dem berühmtesten byzantinischen Marienhymnos, der im Stehen (daher akathistos) gesungen wird.
Romanos’ Sprache steht der Koine des 6. Jahrhunderts nahe und ist bei aller für die gesamte byzantinischen Dichtung charakteristischen rhetorischen Stilisierung um Schlichtheit und Bildhaftigkeit bemüht. Sie ist durch das biblische und patristische Griechisch geprägt, wobei Semitismen erkennbar sind, welche mit seiner Herkunft erklärt werden.
Seine Quellen und Vorlagen sind die Bibel, die Apokryphen, Märtyrer- und Heiligenviten, die Chrysostomos-Liturgie, Ephraim der Syrer sowie die griechischen Kirchenväter, insbesondere Athanasios und Kyrillos von Alexandria, Johannes Chrysostomos, Proklos von Konstantinopel, Basileios von Seleukeia und die Kappadokier (Basileios von Kaisareia, Gregor von Nazianz und Gregor von Nyssa).
Die Hymnen des Romanos Melodos sind der Form nach Kontakia, Folgen metrisch streng gleichförmiger, durch Akrostichon verbundener Strophen (oikoi). Romanos schloss in seiner Formensprache an die syrischen Dichtungen Ephraims des Syrers an. Seine Hymnen haben meist achtzehn Strophen und gehen über 24 nicht hinaus. Am Beginn des Kontakion steht ein meist kurzes Prooimion in einem anderen Metrum. Die Oikoi sind mit dem Prooimion durch Refrain verbunden. Am Ende steht ein Schlussgebet.
Inhaltlich handelt es sich um poetische, meist in Dialogform gehaltene Predigten. Anlässe für sind in erster Linie die Perikopen des Kirchenjahrs und seine Hochfeste, doch können bei Romanos fallweise auch Aktualitäten (Naturkatastrophen, politische Ereignisse) Eingang finden, so in dem berühmten Hymnus Auf jegliches Erdbeben und Feuer (Nr. 54): Romanos schuf ihn im Auftrag Kaiser Justinians anlässlich des Neubaues der beim Nika-Aufstand (532) zerstörten Sophien-Kirche. Er feiert vordergründig die göttliche Weisheit und Kraft, dient aber vor allem der Panegyrik des byzantinischen Kaisertums.
Melodieführung und Metrum (heirmos, „Reihe, Kette, Musterstrophe“) bei der Rezitation bzw. beim Gesang des Kontakion sind aufeinander abgestimmt. Die auf die vorgegebenen Melodieführungen abgestimmten Metren (unterschiedlich für Prooimia und Oikoi) wurden anfangs für jedes Kontakion eigens konzipiert, doch bildete sich schon bei Romanos die Gewohnheit heraus, das Metrum eines älteren Kontakion erneut zu verwenden.

## Ausgaben
- Sancti Romani Melodi Cantica. Band 1: Cantica Genuina. – Vol. II: Cantica Dubia. Herausgegeben von Paul Maas u. Constantine A. Trypanis. Oxford, 1963–1970. (vollständige Ausgabe)
- Romanos Melodos. Die Hymnen. Übersetzt und erläutert von Johannes Koder. 2 Halbbände. Hiersemann, Stuttgart 2005–2006. (= Bibliothek der griechischen Literatur: 62. Abt. Byzantinistik.) ISBN 3-7772-0500-1